# Калпелла (Каліфорнія)
Калпелла (англ. Calpella) — переписна місцевість (CDP) в США, в окрузі Мендосіно штату Каліфорнія. Населення — 799 осіб (2020).

## Географія
Калпелла розташована за координатами 39°14′3″ пн. ш. 123°11′34″ зх. д. / 39.23417° пн. ш. 123.19278° зх. д. (39.234076, -123.192792).  За даними Бюро перепису населення США в 2010 році переписна місцевість мала площу 6,63 км², з яких 6,57 км² — суходіл та 0,06 км² — водойми.

## Демографія
Згідно з переписом 2010 року, у переписній місцевості мешкало 679 осіб у 253 домогосподарствах у складі 177 родин. Густота населення становила 102 особи/км².  Було 272 помешкання (41/км²).
Расовий склад населення:
| - 68,5 % — білих - 3,7 % — корінних американців - 0,4 % — чорних або афроамериканців - 0,4 % — азіатів - 21,4 % — осіб інших рас |

До двох чи більше рас належало 5,6 %. Частка іспаномовних становила 37,7 % від усіх жителів.
За віковим діапазоном населення розподілялося таким чином: 25,2 % — особи молодші 18 років, 64,6 % — особи у віці 18—64 років, 10,2 % — особи у віці 65 років та старші. Медіана віку мешканця становила 36,2 року. На 100 осіб жіночої статі у переписній місцевості припадало 108,9 чоловіків;  на 100 жінок у віці від 18 років та старших — 95,4 чоловіків також старших 18 років.
Середній дохід на одне домашнє господарство  становив 59 851 долар США (медіана — 53 194), а середній дохід на одну сім'ю — 65 430 доларів (медіана — 55 000). За межею бідності перебувало 29,4 % осіб, у тому числі 46,0 % дітей у віці до 18 років та 11,7 % осіб у віці 65 років та старших.
Цивільне працевлаштоване населення становило 189 осіб. Основні галузі зайнятості: мистецтво, розваги та відпочинок — 27,0 %, роздрібна торгівля — 15,9 %, будівництво — 14,8 %, освіта, охорона здоров'я та соціальна допомога — 14,3 %.